# Buckowseerinne

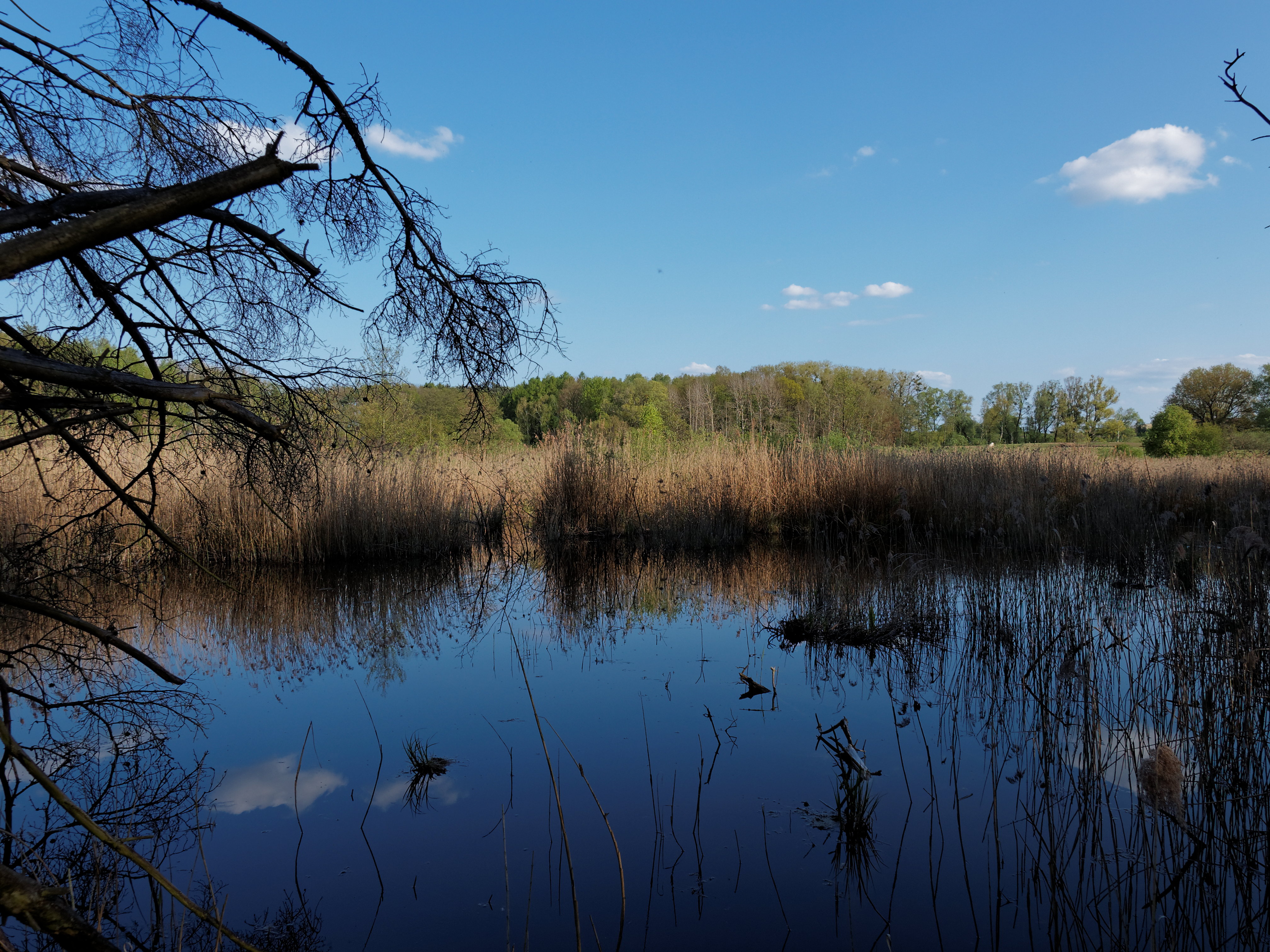
Naturschutzgebiet Buckowseerinne (Mai 2016)

Das Naturschutzgebiet Buckowseerinne liegt auf dem Gebiet der Gemeinde Schorfheide im Landkreis Barnim in Brandenburg. Es liegt innerhalb des 1291 km² großen Biosphärenreservates Schorfheide-Chorin.
Das Gebiet mit der Kenn-Nummer 1450 wurde mit Verordnung vom 24. Mai 2004 unter Naturschutz gestellt. Das 511 ha große Naturschutzgebiet mit dem Großen Buckowsee erstreckt sich nordwestlich der Kernstadt von Eberswalde. Am westlichen Rand verläuft die A 11, durch das Gebiet hindurch die Landesstraße L 238 und östlich die L 23. Südwestlich erstreckt sich der 73,5 ha große Üdersee und nordwestlich der 765 ha große Werbellinsee.